# Flugplatz Ely

i7
i11
i13
Der Ely Airport (auch Yelland Field, IATA-Code: ELY, ICAO-Code: KELY) ist ein öffentlicher Flugplatz auf 1908 m Seehöhe, 5 km nordöstlich von Ely, White Pine County, Nevada, in den Vereinigten Staaten. Die Fläche des Flugplatzes beträgt 2023 ha. Er verfügt über zwei asphaltierte Start- und Landebahnen mit 1834 m und 1471 m Länge.

## Geschichte
Elys erster Flugdienst begann 1955 mit United Airlines, die mit Convair 340-Flugzeugen jeweils einen täglichen Direktflug nach Salt Lake City und San Francisco anboten. Der Flug nach San Francisco machte Zwischenstopps in Elko und Reno (Nevada), sowie in Sacramento und Oakland (Kalifornien). Der Service wurde später mit Douglas DC-6 verbessert, der bis 1970 andauerte. Dies war Uniteds letzter Service mit Propellerflugzeugen mit Kolbenmotor. United begann dann eine Vereinbarung mit Frontier Airlines (1950), die mit Convair 580 für den Ely-Dienst flog. 1977 brachte United den Service mit Boeing 737-200-Jets zurück, die eine Strecke von San Francisco – Reno – Elko – Ely – Salt Lake City – Denver mit einem täglichen Hin- und Rückflug flogen. Ely war das kleinste Reiseziel, das jemals ganzjährig von United-Jets angeflogen wurde. Der Dienst von United endete am 1. April 1982.
Scenic Airlines bediente Ely von etwa 1973 bis 1976 auch mit Flügen nach Las Vegas mit Cessna 402-Flugzeugen. Chaparral Aviation flog 1981 und 1982 von Ely zu mehreren kleineren Gemeinden im Norden Nevadas. Mit dem Airline Deregulation Act von 1978 wurde der Dienst nach Ely im Rahmen des Essential Air Service-Programms subventioniert. Ely wurde dann von einer Reihe von Zubringerfluggesellschaften angeflogen. SkyWest Airlines bediente Salt Lake City (SLC) sowie Elko und Reno (Nevada) und bot drei tägliche Flüge mit Piper Navajo-Flugzeugen an. 1986 nahm SkyWest den Betrieb als Western Express auf, eine Codeshare-Tochtergesellschaft von Western Airlines, die bei SLC ein wichtiges Drehkreuz errichtet hatte. Der Service wurde auf nur einen täglichen Hin- und Rückflug nach SLC mit einem größeren Fairchild Swearingen Metroliner-Flugzeug reduziert  Western Airlines fusionierte 1987 mit Delta Air Lines, und der SkyWest-Flug erhielt dann die Bezeichnung Delta Connection. Der Dienst wurde bis 1996 fortgesetzt. Alpine Aviation führte von 1996 bis 1999 zwei tägliche Flüge nach SLC mit Flugzeugen von Piper Cheyenne durch. Scenic Airlines kehrte von 1999 bis 2006, mit de Havilland DHC-6 Twin Otter, mit Flügen zum North Las Vegas Airport und zum Elko Regional Airport nach Ely zurück. Am 12. November 2006 nahm Air Midwest mit Beechcraft 1900D Flüge zum McCarran International Airport in Las Vegas über den Cedar City Regional Airport in Cedar City (Utah), auf. Der Zwischenstopp in Cedar City war auf die Tatsache zurückzuführen, dass der Flughafen McCarran eine Überprüfung durch die Transportsicherheitsbehörde erfordert, die in Ely nicht verfügbar ist. Die Rückflüge verkehrten nonstop von Las Vegas nach Ely. Der Dienst begann als America West Express, ein Zubringerdienst für America West Airlines. America West fusionierte 2007 mit US Airways und wurde zu diesem Zeitpunkt zu US Airways Express. Dieser Dienst endete Mitte 2008. Great Lakes Aviation übernahm dann auch die Versorgung von Ely mit Beechcraft 1900D. Zunächst wurde ein einziger Flug nach Denver mit Zwischenstopp in Moab (Utah), durchgeführt. 2011 wurde der Service auf einen täglichen Nonstop-Flug nach Las Vegas umgestellt. Der Service von Great Lakes endete im März 2013, da der Passagierverkehr unter das für die Aufrechterhaltung der Subventionen erforderliche Minimum fiel. Seitdem hat Ely keinen Linienflugdienst mehr gesehen.

## Flugbetrieb
Im Jahre 2022 haben 5573 Flugbewegungen stattgefunden, davon 1413 lokale Bewegungen, 2670 Zwischenlandungen, 1260 Air-Taxi-Flüge und 230 militärische Flüge. 9 einmotorige Flugzeuge und 1 zweimotoriges Flugzeug waren 2022 hier stationiert.

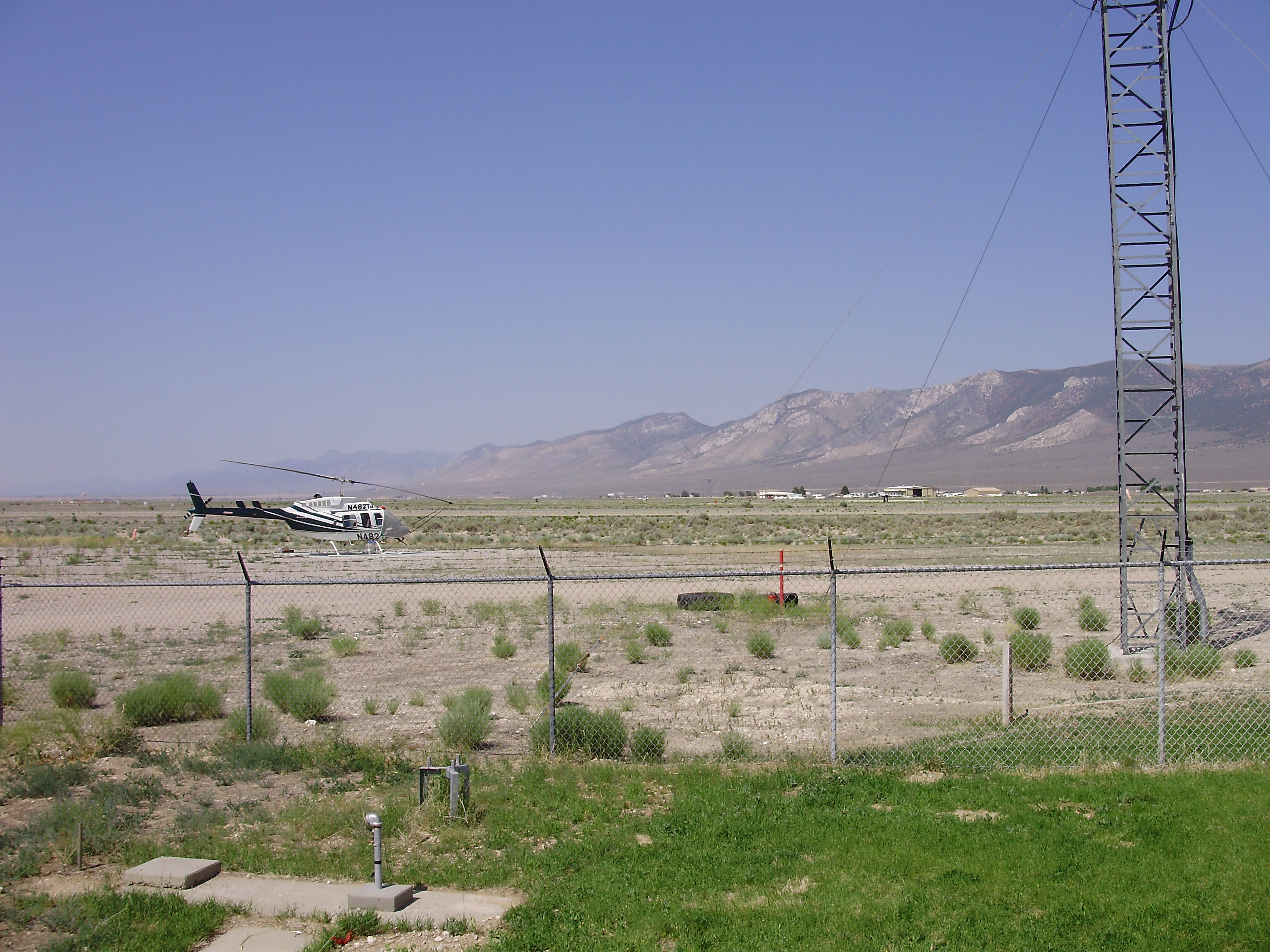